# Кривий Поріг
Кривий Поріг (карел. Viäräkoški) — селище (з 1988 по 1991 роки — робітниче селище), адміністративний центр Кривопорозького сільського поселення Кемського району Республіки Карелія.

## Загальні відомості
Селище розташоване на річці Кем, за 30 км на захід автошляхом від автотраси «Кола».
Зберігається братська могила радянських воїнів, які загинули в роки Радянсько-фінської війни (1941-1944). У могилі поховано 9 радянських воїнів. На могилі встановлена скульптура воїна.

## Населення
| 1989 | 2009  | 2010 | 2013 |
| ---- | ----- | ---- | ---- |
| 1293 | ↘1004 | ↘893 | ↘793 |

## Вулиці
- вул. Білопорозька
- вул. Індустріальна
- вул. Кільцева
- вул. Лісова
- вул. Подужемська
- вул. Путкінська
- вул. Сонячна
- вул. Юшкозерська